# Susana (film)
Susana is een film van de Spaans-Franse filmregisseur Luis Buñuel uit 1951 die hij in Mexico opnam. Een bijkomende titel luidt Carne y Demonio met Rosita Quintana in de hoofdrol.

## Verhaal
De jonge Susana heeft gezondigd in een katholiek internaat en moet als straf in een isoleercel overnachten. Ze bidt huilend tot God om haar te bevrijden. God, ontroerd door haar smeekbede, zorgt dat ze ontsnapt en ze vlucht naar een veefokkerij van een welgestelde Mexicaanse familie. Het duurt niet lang of de verleidelijke en ondeugende Susana weet ieder mannelijk familielid te versieren en de vrouwelijke familieleden tot vijand te maken.

## Rolverdeling
| Acteur                | Personage     |
| --------------------- | ------------- |
| Fernando Soler        | Don Guadalupe |
| Rosita Quintana       | Susana        |
| Víctor Manuel Mendoza | Jesús         |
| María Gentil Arcos    | Felisa        |
| Luis López Somoza     | Alberto       |
| Matilde Palou         | Doña Carmen   |
| Rafael Icardo         | Don Severiano |
| Enrique del Castillo  | ambtenaar     |

## Analyse
Een komedie van Luis Buñuel. Dit is wat men zou noemen een comedysoap, een dramaklucht. Niet alleen satiriseert Buñuel de zedeloze jonge vrouwtjes, maar ook het alom aanwezige machismo van de Latijns-Amerikaanse heren en de kwaadaardigheid van verzuurde bijgelovige oude wijven. Ook de feodale verhoudingen op het Mexicaanse platteland worden bespot. Het hoofdthema luidt dat een seksueel hypnotiserende schone vreemdelinge het keurig burgerlijke huishouden van de familie van haar gastheer in de war schopt.